# General Electric LM2500
El General Electric LM2500 es una turbina de gas de uso industrial y marítimo producida por GE Aviation. El LM2500 es un derivado del motor de aviación General Electric CF6.

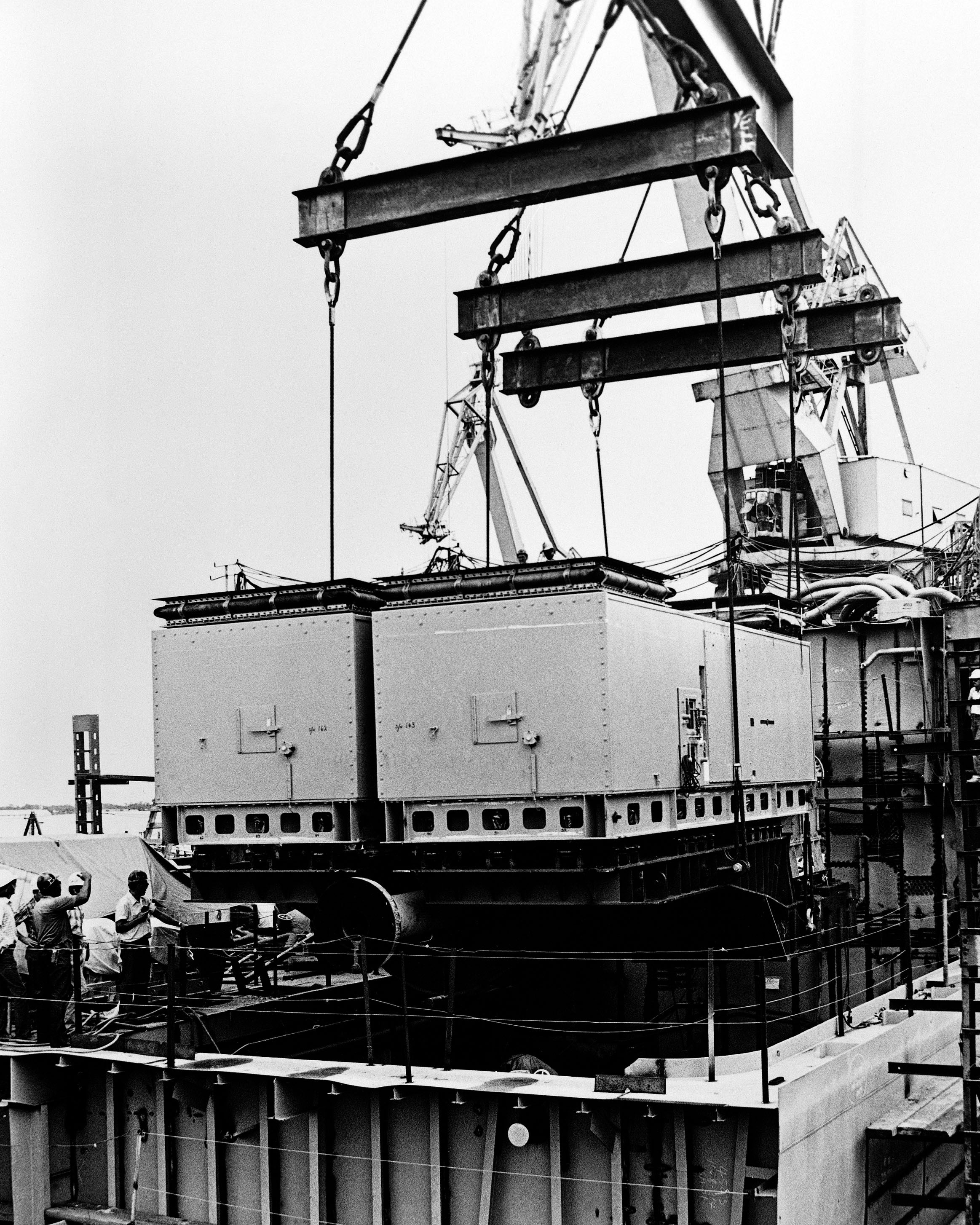
Motor LM2500 del USS Bunker Hill (CG-52)

El LM2500 está disponible en 3 versiones diferentes:
- El LM2500 entrega 33.600 shp (25.060 kW) con una eficiencia térmica de 37% en condiciones ISO. Cuando se acopla a un generador eléctrico, entrega 24 MW de energía eléctrica a 60 Hz, con una eficiencia térmica de 36% en condiciones ISO.[1]
- La versión mejorada LM2500+ (3.ª generación) de la turbina entrega 40.500 shp (30.200 kW) con una eficiencia térmica de 39% en condiciones ISO. Cuando se acopla a un generador eléctrico, entrega 29 MW de energía eléctrica a 60 Hz, con una eficiencia térmica de 38% en condiciones ISO.[2][3]
- La versión más reciente, LM2500+G4 (4.ª generación), se presentó en noviembre de 2005 y entrega 47.370 shp (35.320 kW) con una eficiencia térmica de 39,3% en condiciones ISO.[4]

Las turbinas se usaron en varias aplicaciones, tales como buques de guerra de la Armada de los Estados Unidos y de otras marinas del mundo, alíscafos, aerodeslizadores y transbordadores rápidos. A partir de 2004, se pusieron en servicio más de mil turbinas de gas LM2500/LM2500+ en más de 29 armadas internacionales.
El LM2500/LM2500+ se puede encontrar a menudo como parte de sistemas de propulsión CODAG o CODOG, o en parejas como en las centrales eléctricas para sistemas COGAG.

## Aplicaciones
- Portaaviones italiano Cavour (C 550) (Armada italiana)
- Portaaviones HTMS Chakri Naruebet (Armada Real tailandesa)
- Portaaviones R-11 Príncipe de Asturias (Armada española)
- Portaaviones clase Vikrant (Armada india)
- Buque de asalto anfibio USS Makin Island (LHD-8) (Armada de los Estados Unidos)
- Buque de asalto anfibio L-61 Juan Carlos I (Armada española)
- Buque de asalto anfibio (LHD 02) clase Canberra (Armada Real Australiana)
- Fragata clase Adelaide (Armada Real Australiana)
- Fragata clase Álvaro de Bazán (Armada española)
- Fragata clase Anzac (Armada Real Australiana, Armada Real Neozelandesa)
- Fragata clase Barbaros (Armada de Turquía)
- Fragata clase Brandenburg (Armada alemana)
- Fragata clase Bremen (Armada alemana)
- Fragata clase Cheng Kung (Armada de la República de China)
- Fragata multiuso clase FREMM (Marina Nacional de Francia, Armada italiana, Marina Real Marroquí)
- Fragata clase Fridtjof Nansen (Armada Real de Noruega)
- Fragata clase Halifax (Armada Real canadiense)
- Fragata clase Horizonte (Marina Nacional de Francia, Armada italiana)
- Fragata clase Lupo Clase Lupo(Marina de Guerra del Perú, Armada italiana)
- Fragata clase Hydra (Armada griega)
- Fragata clase Naresuan (Armada Real tailandesa)
- Fragata clase Oliver Hazard Perry (Armada de los Estados Unidos)
- Fragata clase Sachsen (Armada alemana)
- Fragata clase Santa María (Armada española)
- Fragata clase Shivalik (Armada india)
- Fragata clase Valour (Armada Sudafricana)
- Fragata clase Vasco da Gama (Armada portuguesa)
- Fragata clase Ulsan (Armada de la República de Corea)
- Buque de combate litoral clase Independence (Armada de los Estados Unidos)
- Hidroala clase Pegasus (Armada de los Estados Unidos)